# مجاهد الدين قايماز

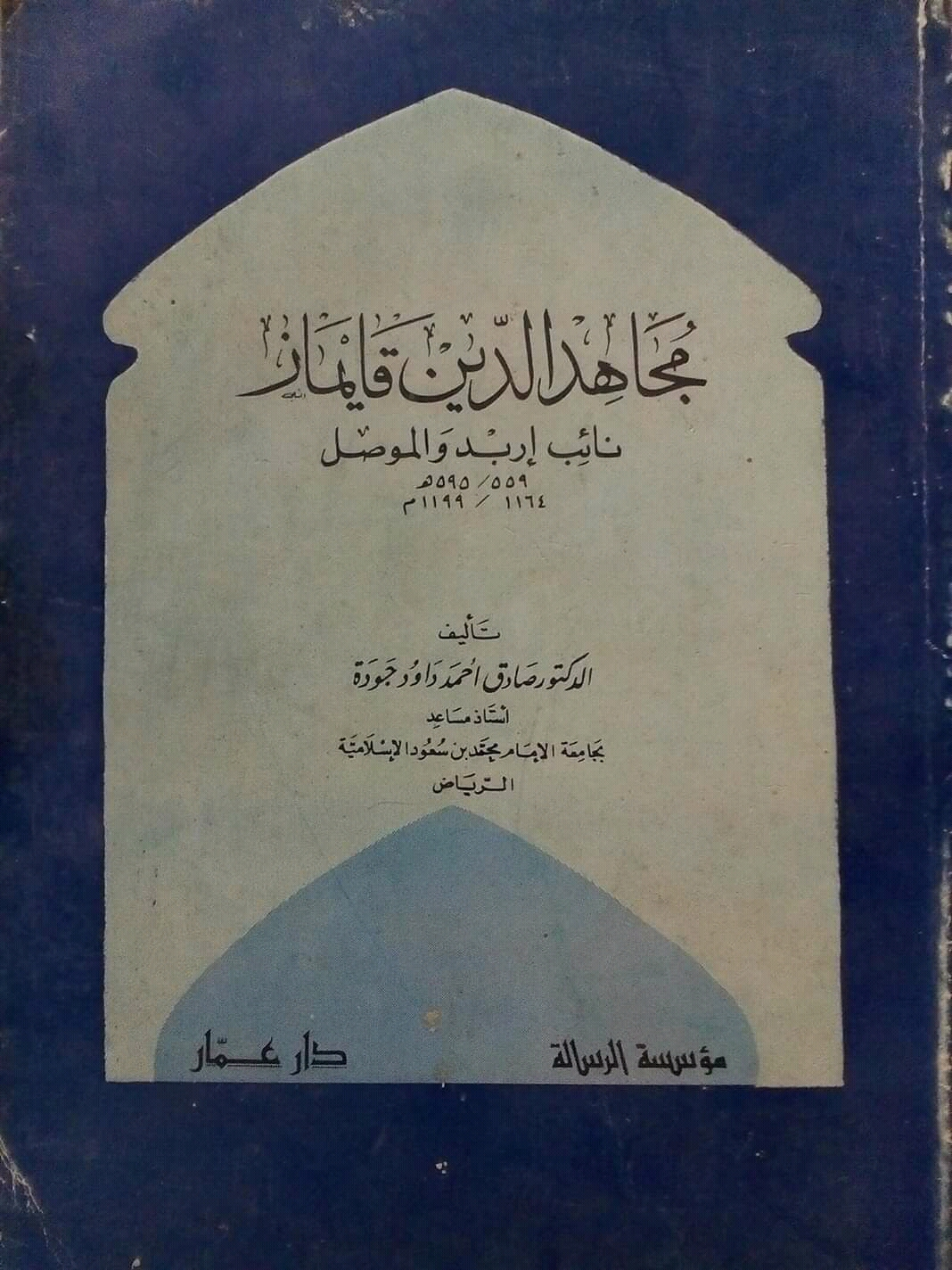
غلاف كتاب عن مجاهد الدين قايماز.

مجاهد الدين قايماز (ت. 595 هـ) أمير من المماليك، كان في عصره نائبا على إربل والموصل.
أصله من سجستان، أخذ منها صغير واسترق. وأعتقه والد الملك المعظم صاحب إربل، وجعله "أتابك" أولاده وفوض إليه أمور إربل سنة 559 هـ. ثم وانتقل إلى الموصل سنة 571 هـ فسكن قلعتها، وفوض إليه صاحبها غازي ابن مودود الحكم فيها وفي سائر بلاده. وتوفي في قلعة الموصل. مدحه شعراء، منهم سبط ابن التعاويذي، والحيص بيص.